# Yacimiento de Viscachani
El Yacimiento de Viscachani es un yacimiento paleontológico y arqueológico de Bolivia, situado cerca de la localidad de Viscachani del municipio de Patacamaya en el departamento de La Paz.

## Yacimiento paleontológico
En el yacimiento se encuentran grandes yacimientos de fósiles de Trilobites, Braquiópodos y Crinoideos correspondiente al Devónico inferior.
También se han encontrado restos de vertebrados terrestres.

## Yacimiento arqueológico
Se hizo un gran descubrimiento arqueológico por Dick Ibarra Grasso, en el que desenterraron una serie de utensilios, que pertenecían a comunidades precerámica y preagrícola que data a una edad de 30.000 años.

### Cultura Viscachani
La Cultura Viscachani desarrolló la industria lítica, razón por la que las piezas halladas en su gran mayoría son puntas tipo hoja de laurel que sirvieron para la caza y se usaron adheridas a lanzas arrojadizas. En una etapa posterior estos pueblos cazadores convivieron con la fauna post-glacial: venados y camélidos (guanacos y vicuñas) desarrollando una cultura relacionada con la arquitectura rupestre. A los pueblos cazadores siguen los pescadores que usaron embarcaciones de totora. Sus descendientes son los Urus y los Chipayas.